# Hversu Noregr byggðist
Hversu Noregr byggðis (oversat til Hvordan Norge blev bygget eller Fundinn Noregr) er en islandsk optegnelse på oprindelsen af forskellige mytologiske norske slægter. Det eneste eksemplar af denne tekst er genfundet i det store islandske værk Flatøbogen.

## Skabelsesmyte
I Hversu Noregr byggðis trækkes forfædrene fra jætten Fornjot i Finland til dennes efterkommer Nor som erobrer Norge og giver navn til landet. Kong Nor som eponymisk for Norge er både uhistorisk og ikke korrekt filologisk, men ikke usædvanlig i norrøne skrifter. Snorre Sturlason forsøger sig på lignende forklaringer indledningsvis i Heimskringla. Tilsvarende slår teksten fast at Nors søn Trond bosætter sig i det området som blev navngivet efter ham, Trondheim ("Þrándr er nefndr konungr sá, er fyrstr réð fyrir Þrándheimi"). Teksten giver derefter detaljer om Nors og af hans bror Gors efterkommere i en sektion kaldet Ættartölur (Ættehistorie).

## Samme myte i Orkneyinga saga
Denne optegnelse har en nær parallel i de tre første kapitler af Orkneyinga saga som giver en noget forskellig version af den samme fortælling og giver kun detaljer om efterkommerne til Gor, foruden information som ikke findes Hversu Noregr byggðis. Optegnelsen i Orkneyinga saga, som man antager er ældre end den version som finnes i Flatøbogen, bliver undetiden refereret til som Grundlæggelsen af Norge (Fundinn Noregr eller Fundin Noregr). Meget af materialet i disse to manuskripter findes ikke andre steder, specielt slægtskabet af mange familier tilbage til jætter hellere end til Odin som er tendensen i andre værker.

## Konge, jarl og herse
Et andet interessant aspekt er forklaringerne på de forskellige samfundstitler i relation til konge. Jarler blev skabt da Nors sønnesøn Gudbrand nægter at blive kaldt "konge" og giver sig selv navnet "jarl" i stedet ("ok lét gefa sér jarlsnafn"). Tre generationer senere er det en anden Gudbrand som afviser at tage både navnet konge og jarl, og han giver sig i stedet navnet "herse". Udbredelsen af Nors efterkommere og deres navngivning af titler skaber et hierarkisk organiseret samfund, hvor kongen i bogstavelig forstand er far til sit folk, og hvor hvert medlem af slægten frit har valgt sin sociale funktion.
Dette kan sammenlignes med Håkon Sigurdsson (Håkon Jarl) som ikke kaldte sig selv for konge, til trods for at han styrede Norge som det, men beholdt titlen jarl som hans forfædre havde før ham. Tilsvarende ville Erling Skjalgsson ikke være jarl da kong Olav Tryggvason tilbød ham titlen, men foretrak at være herse sådan som hans forfædre før ham.
Listerne med slægter hævder også at mange heroiske slægter som er berømte i den nordiske folketro, men som ikke er lokaliseret i Norge faktisk var af norsk oprindelse, de fleste er Nors efterkommere etterkommer Halvdan den Gamle. Derimod er alle slægter som kommer fra Halvdan derefter vist ved at de mødes i den store norske konge Harald Hårfagre, den første samlingskonge i Norge.

## Æt fra både Adam og Odin
Der hvor informationen her kan sammenlignes med andre optegnelser bliver den nogle gange bekræftet og andre gange modsagt. Der er også mindre unøjagtigheder og selvmodsigelser, inklusive teksten om den danske skjoldungeslægts linjer og ynglingeslægtens linjer som stamfædre til Harald Hårfagre, også ved at hævde at Harald Hårfagre nedstammer fra Bibelens Adam.
Den store islandske filolog Sigurður Nordal har antaget, at Hversu Noregr byggðist har tjent som en introduktion til Ættartölur som sporer Harald Hårfagres forfædre tilbage til Odin, Priamos af Troja, Saturn og Noa til Adam. I henhold til Nordal samlede Magnus Torhallsson, den ene af Flatbogens forfattere, teksten fra kilder af forskellig alder og oprindelse, og udvidet af ham selv. Forfatteren har også sikret sig en vis overensstemmelse med navne i de andre tekster i Flatøbogen.
Teksten ender med en slægtsliste af Harald Hårfagres efterkommere frem til Olav Håkonsson (1370–1387) og med et udsagn om at optegnelsen blev skrevet ned i 1387, og en omtale af dronning Margrete Valdemarsdatter, Olavs mor, som den reelle hersker af Norge.